# 徳江かな
徳江 かな（とくえ かな、1998年12月13日 - ）は、日本のモデル、女優、グラビアアイドル。神奈川県出身。ヴィスカエンターテイメント所属。アイドルユニット「カメレオンリパブリック」の元メンバー。

## 経歴
14歳の頃から芸能活動を始め、2014年4月には週刊ヤングジャンプの『制コレアルティメット2014』に出場したが、受賞はならなかった。
2014年12月、『GO,JET!GO!GO! Vol.6 追憶のブルージーン・クリスマス』で初舞台を踏んだが、舞台活動だけでは行き詰まりを感じ、高校卒業を機にそれまで断っていたグラビアアイドルの仕事に挑戦する。
2017年12月発売のファーストDVD『初恋Days』でグラビアデビュー、AmazonとDMMのDVDランキングでともに1位となる。また4枚目発売時には4枚すべてと3枚目のブルーレイ版がAmazonランキングに入った。2018年12月、ファースト写真集『Kana』を発売。
2021年、桜りん、宮永薫、桜田愛音とともにアイドルユニット「カメレオンリパブリック」を結成し、8月12日にデビューライブを行う。2023年1月31日に卒業。
2025年6月13日には豊洲PIT『TREND GIRLS FESTIVAL』内で行われたドレスメーカー「Tika」ファッションショーに出演。

## 人物
- 特技：ダンス、器械体操、フラダンス[2][15]。
- 趣味：ケーキ・パン作り[2]、自転車[15]。
- 好きな食べ物：かぼちゃ、アボカド[ブログ 2]。
- 嫌いな食べ物：ナス、きのこ類[ブログ 2]。
- 最近ハマってること：可愛いコスメを集めること[ブログ 2]。
- 渡辺麻友のファン[16]。

## 出演

### CM
- 近畿日本ツーリスト 「高校生の夢」篇

### 広告
- サンスター ヘアケア / カタログ、web

### テレビ番組
- 記憶力UPゲーム シーホース・パワー!（NHK総合）
- 本能Z（2018年12月12日、CBC）
- 浜ちゃんが!（2022年7月13日、読売テレビ）- テレビ出たい娘ダービー
- 旧車探して、地元めし 第3話 （2022年6月25日、チャンネルNECO）- アイコ 役
- 鎧美女 #92（2022年12月26日〈25日深夜〉、フジテレビONE）- 甲冑：立花宗茂[17]
- マルス-ゼロの革命- 第1話・第4話（2024年1月23日・2月13日、テレビ朝日）
- 9ボーダー（2024年4月19日 - 、TBS）[18]
- 魔物 第1話（2025年4月18日、テレビ朝日） - 大学生 役

### ウェブ配信
- 給与明細（2020年12月21日[19]、2021年3月15日[20]、5月31日[21]、6月7日[22]、7月19日[23]、7月26日[24]、8月23日[25]、12月20日[26]、2022年2月28日[27]、8月22日[28]、11月21日[29]、ABEMA）- 潜入ガール
- 図工の時間 #3（2022年6月22日、東京Lily、YouTube）共演：高梨瑞樹、草野綾、清瀬汐希[30]
- ヒロミ・指原の“恋のお世話始めました”（2022年7月14日、ABEMA）[31]

### 音声配信
- よゐこ有野のノーギャラジオ（2023年4月10日、Radiotalk）[32]

### 映画
- ポエトリーエンジェル（2017年）
- 初恋スケッチ〜まいっちんぐマチコ先生〜（2018年）
- レッド・ブレイド（2018年）- 静香 役
- 僕が君の耳になる（2021年）
- 近江商人、走る!（2022年12月30日、ラビットハウス）- おとよ 役 [33]

### 舞台
- Air studioプロデュース「GO,JET!GO!GO!Vol.6追憶のブルージーン・クリスマス」（2014年）- メグ 役[ブログ 1]
- Air studioプロデュース「君死にたまふことなかれ」（2015年）- 雨宮しをり 役
- STRAYDOG 「月と箱舟」（2016年）- 大森 役
- ヒロセプロジェクト 「アシタボシ」（2016年）- 矢島春歌 役
- STRAYDOG「映像都市/チネチッタ」（2016年）- かおり 役
- ぴんすぽ!（2018年4月4日 - 8日、新宿村LIVE）[ブログ 3]
- 劇団ドリームプリンセス「白と黒の忘年会～納めて初めて仕事篇～」（2019年2月14日 - 17日、新宿シアターモリエール）[ブログ 4]
- 舞台版まいっちんぐマチコ先生〜令和元年スタート! YOU タチニツグ! シン・ニホンジンハダレダ!の巻〜（2019年5月2日 - 6日、築地ブディストホール）- キャシー 役[34][35]

### 雑誌
- mini（宝島社）、ヤングマガジン（講談社）、週刊プレイボーイ（集英社）、週刊現代（講談社）

### その他
- 週刊ヤングジャンプ「制コレアルティメット2014」[1]
- 神奈川県警 本部犯罪抑止対策室 「SNS防犯啓発活動」（2021年3月 - ）[36]
- 株式会社ライブコム 「カジノアンバサダー」（2021年8月）[37]

## 作品

### イメージビデオ
※太字タイトルはBD版同時発売
- 初恋Days（2017年12月21日、ギルド）[38][39]
- 恋かな？（2018年03月25日、エアーコントロール）[40][41]
- ボクのことが好きでたまらない妹（2018年7月20日、竹書房）[42][43]
- 僕のあこがれ　かな先生（2018年11月22日、ギルド）[44][45]
- かなの恋愛予報（2019年3月20日、ラインコミュニケーションズ）[46][47][48]
- 初恋のはじめかた（2019年8月23日、イーネット・フロンティア）[49][50]
- 妹が無邪気に誘惑してやばい（2019年11月22日、竹書房）[51][52]
- かなえたい（2020年5月16日、双葉社）[53]
- 愛の予感（2020年8月20日、ギルド）[54][55][注 1]
- 日焼けした彼女をずっと忘れない（2020年12月23日、竹書房）[57][58]
- セクシャルな関係（2021年09月28日、エアーコントロール）[59][60]
- 美少女に愛され過ぎるのも困りもの（2021年12月28日、エアーコントロール）[61][62]
- 徳江かなか桜りんか選べない（2022年4月26日、エアーコントロール）共演：桜りん[63][64]
- かなシイ気持ち（2023年3月28日、インテック）[65]
- 鸞の深層（2025年4月22日、エアーコントロール）[66]

### VR
- 「単位を下さい」と徳江かながオールSボディを使って教授の私におねだりしてくる、そういう世界。（2021年、ファンタスティカ）
- 徳江かなと家の掃除をしてるけどカラダに見惚れてはかどらない、そんな世界。（2021年、ファンタスティカ）
- 徳江かなとのプライベートな交流が濃密で濃厚、そういう世界。（2022年、ファンタスティカ）
- 兄を想う妹の徳江かなと初めて二人きりになった夜、そんな世界。（2022年、ファンタスティカ）

## 出版

### 写真集
- kana（2018年12月5日、講談社、撮影：西條彰仁）ISBN 978-4065145203[67][68]
- かなでうた（2020年4月15日、双葉社、撮影：篠原潔）ISBN 978-4575315448[69][70]
- 約束（2021年12月22日、ジーオーティー、撮影：中山雅文）ISBN 978-4823602511[71][72]

### オムニバス写真集
- むっちむち写真集（2022年12月19日、一迅社、撮影：須崎祐次）他モデル：天木じゅん、伊川愛梨、能美真奈、原つむぎ、藤乃あおい - ISBN 978-4758017985[73]

### デジタル写真集
- pureness（2018年4月27日、講談社［週刊現代デジタル写真集］、撮影：西條彰仁）[74]
- kana 【電子版だけの特典カットつき！】（2018年12月6日、講談社、撮影：西條彰仁）
- かなの恋愛予報（2019年8月2日、ラインコミュニケーションズ［Idol Line］、撮影：早川達也）
- かなでうた（2020年5月11日、双葉社、撮影：篠原潔）[75]
- 瞬間（2020年11月3日、ギルド）
- 初恋Days（2020年12月1日、DEC）
- 紅唇（2020年12月4日、講談社［週刊現代デジタル写真集］、撮影：小塚毅之）[76]
- つやごと（2020年12月4日、講談社［週刊現代デジタル写真集］、撮影：小塚毅之）[77]
- おかえり（2020年12月9日、ギルド）
- 蜜（2021年1月6日、ギルド）
- Chameleon Republic: Dreamin’（2021年8月4日、Coprte）共演：桜りん、桜田愛音、宮永薫
- 約束 【電子書籍限定増ページ版】（2021年12月22日、ジーオーティー、撮影：中山雅文）
- ほっとたいむ（2022年1月12日、DEC）
- やわらかいところ（2022年2月14日、ギルド）
- クラスの子には内緒だよ♡  姉セーラースペシャル（2022年2月21日、徳間書店［アサ芸Secret!デジタル写真集］、撮影：サトウテツオ）
- 競これ 競泳水着これくしょん Vol.01･02（2022年4月22日、デジタル出版）
- 初めて見せる限界NUDY vol.1･2（2022年4月27日、講談社［FRIDAYデジタル写真集］、撮影：西田幸樹）[78][79]
- Chameleon Republic（2022年5月24日、Coprte）共演：桜りん、桜田愛音、宮永薫
- 生意気な妹（2022年7月15日、ギルド）
- なかなおり（2022年8月18日、イーネット・フロンティア）
- 大人になれたかな？（2022年8月18日、イーネット・フロンティア）
- 切情（2022年8月18日、イーネット・フロンティア）
- かなの恋愛予報（2022年11月1日、ドラゴンフライブック［Masterpiece #039］）他モデル：清瀬汐希
- 週刊GIRLS-PEDIA 020（2023年6月1日、KADOKAWA）[80]
- 想いよ届け（2024年6月7日、PAD［ギルドデジタル写真集］）
- 君だけを見つめて（2024年6月7日、PAD［ギルドデジタル写真集］）
- 恋をしたから（2024年8月30日、PAD［ギルドデジタル写真集］）
- まっすぐな気持ち（2024年8月30日、PAD［ギルドデジタル写真集］）